# لورا سبنسر
لورا سبنسر (بالإنجليزية: Laura Spencer)‏ هي منتجة أفلام وممثلة أمريكية، ولدت في 8 مايو 1986 بأوكلاهوما سيتي في الولايات المتحدة.

## أعمال

### مسلسلات
- فتاتان مفلستان
- نظرية الانفجار العظيم

## وصلات خارجية
- لورا سبنسر على موقع IMDb (الإنجليزية)
- لورا سبنسر على موقع ألو سيني (الفرنسية)
- لورا سبنسر على موقع أول موفي (الإنجليزية)
- لورا سبنسر على موقع قاعدة بيانات الفيلم (الإنجليزية)
- لورا سبنسر على موقع ليتربوكسد (الإنجليزية)
- لورا سبنسر على موقع كينوبويسك (الروسية)